# Per Federspiel
Per Federspiel, född 9 april 1905 i Berlin, död 27 november 1994 i Kongens Lyngby, var en dansk jurist och politiker.
Per Federspiel uppfostrades i England, avlade juristexamen 1931 och blev landsretsagfører 1937. Han var verksam i danska motståndsrörelsen under tyska ockupationen av Danmark 1940–1945, satt fängslad 1944–1945 och var medlem av frihetsrörelsens råd 1945–1946. Federspiel var minister för speciella angelägenheter 1945–1947 i Knud Kristensens regering och blev 1947 medlem av FN:s Palestinakommission.

## Utmärkelser
- Kommendör av Dannebrogorden,  1949[2]
- Kommendör av första graden av Dannebrogorden,  1974[2]

[Redigera Wikidata]